# Słupsk
Słupsk [suupsk] (česky historicky Sloup, německy Stolp, kašubsky Stôłpsk, latinsky Stolpe) je město položené na řece Słupia asi 18 km od Baltského moře v severním Polsku, v Pomořském vojvodství. Historicky náleží do Pomořanska. Ve městě se nachází nábytkářský, obuvnický, strojní (zemědělské stroje) a automobilový (autobusy a nákladní vozy) průmysl. Žije zde 97 419 obyvatel a rozloha činí 43,15 km² 

## Osobnosti
- Hedwig Lachmannová (1865–1918), německá spisovatelka, překladatelka a básnířka

## Partnerská města
- Bari, Itálie
- Buchara, Uzbekistán
- Carlisle, Spojené království
- Cartaxo, Portugalsko
- Flensburg, Německo
- Fredrikstad, Norsko
- Ustka, Polsko
- Vantaa, Finsko
- Vordingborg, Dánsko